# Lijst van rijksmonumenten in Hengelo (Overijssel)
De gemeente Hengelo (Overijssel) telt 78 inschrijvingen in het rijksmonumentenregister, hieronder een overzicht. 

## Beckum
De plaats Beckum telt 5 inschrijvingen in het rijksmonumentenregister.
| Object                    | Oorspronkelijke functie? | Bouwjaar | Architect | Locatie             | Coördinaten?                  | Nr.?   | Afbeelding        |
| ------------------------- | ------------------------ | -------- | --------- | ------------------- | ----------------------------- | ------ | ----------------- |
| Boerderij Witveld         | Boerderij                | 1871     |           | Altenavoetpad 21    | 52° 12' 4" NB, 6° 44' 44" OL  | 511482 | Boerderij Witveld |
| Boerderij Wolfkate        | Boerderij                | 1861     |           | Wolfkaterweg 36     | 52° 12' 55" NB, 6° 44' 21" OL | 527676 | Meer afbeeldingen |
| Erfaanleg Wolfkate        | Boerderij                |          |           | Wolfkaterweg bij 36 | 52° 12' 57" NB, 6° 44' 18" OL | 529153 | Upload foto       |
| Schuur Wolfkate           | Boerderij                | 1861     |           | Wolfkaterweg bij 36 | 52° 12' 54" NB, 6° 44' 21" OL | 529154 | Meer afbeeldingen |
| Waterput en haal Wolfkate | Boerderij                |          |           | Wolfkaterweg bij 36 | 52° 12' 55" NB, 6° 44' 22" OL | 529155 | Upload foto       |

## Hengelo
De plaats Hengelo telt 68 inschrijvingen in het rijksmonumentenregister.
| Object | Oorspronkelijke functie?  | Bouwjaar                                   | Architect                   | Locatie                             | Coördinaten?                  | Nr.?   | Afbeelding |
| --- | ------------------------- | ------------------------------------------ | --------------------------- | ----------------------------------- | ----------------------------- | ------ | --- |
| Oude Algemene Begraafplaats | Begraafplaats en -onderdl | 1625 (oudste grafsteen) 1885 (poortgebouw) |                             | Bornsestraat 29                     | 52° 16' 9" NB, 6° 47' 23" OL  | 21519  | Meer afbeeldingen |
| Israelitische begraafplaats | Begraafplaats en -onderdl |                                            |                             | Dennenbosweg                        | 52° 16' 10" NB, 6° 47' 39" OL | 21521  | Meer afbeeldingen |
| Boerderij met houten geveltoppen                                                                                                   | Boerderij                 | 1704+1736 (gevelsteen)                     |                             | Drienerwoldeweg 31-33               | 52° 15' 38" NB, 6° 50' 15" OL | 21522  | Meer afbeeldingen |
| Sint-Lambertusbasiliek | Kerk en kerkonderdeel     | 1889-1890                                  | G. te Riele Wzn.            | Enschedesestraat 1                  | 52° 15' 56" NB, 6° 47' 36" OL | 21523  | Meer afbeeldingen |
| Boerderij met vakwerk in achter- en zijgevels                                                                                      | Boerderij                 |                                            |                             | Morshoekweg 15                      | 52° 15' 17" NB, 6° 49' 10" OL | 21524  | Boerderij met vakwerk in achter- en zijgevels                                                                                      |
| Hotel "'t Lansink" | Horeca                    | 1918-1923                                  |                             | C T Storkstraat 16                  | 52° 15' 35" NB, 6° 46' 56" OL | 511421 | Meer afbeeldingen |
| Kleuterschool | Onderwijs en wetenschap   | 1918-1923                                  |                             | C T Storkstraat 16                  | 52° 15' 35" NB, 6° 46' 57" OL | 511422 | Kleuterschool |
| Winkel met woonhuis | Werk-woonhuis             | 1911-1913                                  | Karel Muller                | C T Storkstraat 27                  | 52° 15' 34" NB, 6° 46' 57" OL | 511424 | Meer afbeeldingen |
| Woonhuis | Woonhuis                  | 1911-1913                                  | Karel Muller                | Lansinkweg 23                       | 52° 15' 34" NB, 6° 46' 56" OL | 511425 | Woonhuis |
| Woonhuis | Woonhuis                  | 1911-1913                                  |                             | Lansinkweg 25                       | 52° 15' 33" NB, 6° 46' 56" OL | 511426 | Meer afbeeldingen |
| Woonhuis | Woonhuis                  | 1911-1913                                  |                             | Lansinkweg 27                       | 52° 15' 33" NB, 6° 46' 56" OL | 511427 | Woonhuis |
| Winkel met woonhuis | Werk-woonhuis             | 1911-1913                                  | Karel Muller                | C T Storkstraat 29                  | 52° 15' 34" NB, 6° 46' 57" OL | 511428 | Meer afbeeldingen |
| Winkel met woonhuis | Werk-woonhuis             | 1911-1913                                  | Karel Muller                | C T Storkstraat 31                  | 52° 15' 34" NB, 6° 46' 57" OL | 511429 | Meer afbeeldingen |
| Winkel met woonhuis | Werk-woonhuis             | 1911-1913                                  | Karel Muller                | C T Storkstraat 33                  | 52° 15' 34" NB, 6° 46' 56" OL | 511430 | Meer afbeeldingen |
| Winkel met woonhuis | Werk-woonhuis             | 1911-1913                                  | Karel Muller                | C T Storkstraat 35                  | 52° 15' 34" NB, 6° 46' 56" OL | 511431 | Meer afbeeldingen |
| Zwemvijver "Tuindorp" van het Tuindorpbad                                                                                          | Tuin, park en plantsoen   | 1920                                       |                             | Vijverlaan bij 65                   | 52° 15' 20" NB, 6° 46' 41" OL | 511433 | Meer afbeeldingen |
| Pompgebouwtje bij zwemvijver "Tuindorp"                                                                                            | Nutsbedrijf               | ca. 1920                                   | A.K. Beudt                  | Vijverlaan bij 65                   | 52° 15' 20" NB, 6° 46' 41" OL | 511434 | Meer afbeeldingen |
| Badmeesterskantoortje bij zwemvijver "Tuindorp"                                                                                    | Sport en recreatie        | 1920                                       | A.K. Beudt                  | Vijverlaan bij 65                   | 52° 15' 20" NB, 6° 46' 41" OL | 511435 | Meer afbeeldingen |
| Dienstwoning bij zwemvijver "Tuindorp"                                                                                             | Dienstwoning              | 1923                                       | A.K. Beudt                  | Vijverlaan bij 65                   | 52° 15' 20" NB, 6° 46' 41" OL | 511436 | Meer afbeeldingen |
| Kinderkleedkamer bij zwemvijver "Tuindorp"                                                                                         | Sport en recreatie        | 1922                                       | A.K. Beudt                  | Vijverlaan bij 65                   | 52° 15' 20" NB, 6° 46' 41" OL | 511437 | Meer afbeeldingen |
| Wisselkabines bij zwemvijver "Tuindorp"                                                                                            | Sport en recreatie        | 1922                                       | A.K. Beudt                  | Vijverlaan bij 65                   | 52° 15' 20" NB, 6° 46' 41" OL | 511438 | Meer afbeeldingen |
| Oude watertoren | Nutsbedrijf               | 1896-1897                                  | Jan Schotel                 | Watertorenlaan                      | 52° 15' 24" NB, 6° 48' 21" OL | 511440 | Meer afbeeldingen |
| Elektrisch gemaal | Gemaal                    | 1922                                       |                             | Watertorenlaan                      | 52° 15' 20" NB, 6° 48' 22" OL | 511441 | Elektrisch gemaal |
| Dienstwoning met werkplaats | Dienstwoning              | 1914                                       |                             | Bij Watertorenlaan                  | 52° 15' 24" NB, 6° 48' 21" OL | 511442 | Dienstwoning met werkplaats |
| Trafohuisje | Nutsbedrijf               | 1910-1920                                  |                             | Bij Watertorenlaan                  | 52° 15' 24" NB, 6° 48' 21" OL | 511443 | Trafohuisje |
| Kolenschuur | Opslag                    | 1910-1920                                  |                             | Bij Watertorenlaan                  | 52° 15' 24" NB, 6° 48' 21" OL | 511444 | Kolenschuur |
| Schutsluis Hengelo | Waterkering en -doorlaat  | 1930-1936                                  | Dirk Roosenburg             | Twekkelerweg bij 315                | 52° 14' 46" NB, 6° 48' 17" OL | 511446 | Meer afbeeldingen |
| Dieselgemaal bij schutsluis Hengelo                                                                                                | Gemaal                    | 1930-1936                                  |                             | Twekkelerweg bij 315                | 52° 14' 44" NB, 6° 48' 15" OL | 511447 | Meer afbeeldingen |
| Sluiswachterswoningen bij schutsluis Hengelo                                                                                       | Waterkering en -doorlaat  | 1930-1936                                  |                             | Twekkelerweg 315                    | 52° 14' 45" NB, 6° 48' 18" OL | 511448 | Meer afbeeldingen |
| Transformatorgebouw bij schutsluis Hengelo                                                                                         | Nutsbedrijf               | 1930-1936                                  |                             | Twekkelerweg bij 315                | 52° 14' 45" NB, 6° 48' 19" OL | 511449 | Meer afbeeldingen |
| Brug bij schutsluis Hengelo | Brug                      | 1930-1936                                  |                             | Twekkelerweg bij 315                | 52° 14' 46" NB, 6° 48' 13" OL | 511450 | Meer afbeeldingen |
| Dubbel woonhuis | Woonhuis                  | 1918                                       |                             | Plein 1918 1-3                      | 52° 15' 29" NB, 6° 46' 46" OL | 511452 | Meer afbeeldingen |
| Dubbel woonhuis | Woonhuis                  | 1918                                       |                             | Plein 1918 5-7                      | 52° 15' 28" NB, 6° 46' 45" OL | 511453 | Dubbel woonhuis |
| Dubbel woonhuis | Woonhuis                  | 1918                                       |                             | Plein 1918 4-6                      | 52° 15' 30" NB, 6° 46' 45" OL | 511454 | Dubbel woonhuis |
| Dubbel woonhuis | Woonhuis                  | 1918                                       |                             | Plein 1918 8-10                     | 52° 15' 29" NB, 6° 46' 43" OL | 511455 | Dubbel woonhuis |
| Lambooijhuis | Boerderij                 | 1850                                       |                             | Langestraat 35                      | 52° 15' 58" NB, 6° 47' 25" OL | 511456 | Meer afbeeldingen |
| Hofje met arbeiderswoningen | Woonhuis                  | 1911                                       | Karel Muller                | Lansinkweg 1 t/m 19                 | 52° 15' 38" NB, 6° 46' 55" OL | 511457 | Hofje met arbeiderswoningen |
| Woonhuis | Woonhuis                  | 1880                                       |                             | Lansinkweg 21                       | 52° 15' 36" NB, 6° 46' 56" OL | 511458 | Meer afbeeldingen |
| Woonhuis | Woonhuis                  | 1911-1929                                  | Karel Muller                | Lansinkweg 21a                      | 52° 15' 36" NB, 6° 46' 56" OL | 511459 | Meer afbeeldingen |
| Toegangspoort | Erfscheiding              | 1912                                       |                             | C T Storkstraat bij 6               | 52° 15' 36" NB, 6° 46' 59" OL | 511460 | Meer afbeeldingen |
| Woonhuis met kantoor | Woonhuis                  | 1911-1917                                  |                             | C T Storkstraat 8                   | 52° 15' 36" NB, 6° 46' 59" OL | 511461 | Meer afbeeldingen |
| Woonhuis | Woonhuis                  | 1911-1917                                  | Karel Muller                | Lansinkweg 29                       | 52° 15' 33" NB, 6° 46' 56" OL | 511462 | Meer afbeeldingen |
| Dubbel woonhuis | Woonhuis                  | 1912                                       | Karel Muller                | Lansinkweg 35-37                    | 52° 15' 31" NB, 6° 46' 57" OL | 511463 | Meer afbeeldingen |
| Arbeiderswoningen | Woonhuis                  | 1917-1926                                  | Karel Muller                | Oelerweg 53-59                      | 52° 15' 30" NB, 6° 46' 38" OL | 511464 | Arbeiderswoningen |
| Villa | Woonhuis                  | 1900                                       | Elzinga(?)                  | Enschedesestraat 70                 | 52° 15' 48" NB, 6° 47' 53" OL | 511465 | Villa |
| Dubbele woonhuizen | Woonhuis                  | 1938-1939                                  | Van Broekhuizen en Feenstra | Woolderbeekweg 1 t/m 11             | 52° 15' 22" NB, 6° 46' 34" OL | 511466 | Dubbele woonhuizen |
| Herenhuis met neoclassicistische kenmerken                                                                                         | Woonhuis                  | 1880                                       | J. Moll                     | Beekstraat 51                       | 52° 15' 51" NB, 6° 47' 31" OL | 511467 | Herenhuis met neoclassicistische kenmerken                                                                                         |
| Voormalig Nederlands Hervormde kerk (Waterstaatskerk)                                                                              | Kerk en kerkonderdeel     | 1848                                       | Rijkswaterstaat             | Deldenerstraat 18                   | 52° 15' 60" NB, 6° 47' 22" OL | 511468 | Meer afbeeldingen |
| Kantoorgebouw Heemaf, bijgenaamd "Locomotief"                                                                                      | Handel en kantoor         | 1935                                       | Dirk Roosenburg             | Bornsestraat 5                      | 52° 16' 3" NB, 6° 47' 29" OL  | 511469 | Kantoorgebouw Heemaf, bijgenaamd "Locomotief"                                                                                      |
| Perronoverkapping van station | Transport                 | 1899                                       | G.W. van Heukelom           | Stationsplein 1                     | 52° 15' 44" NB, 6° 47' 38" OL | 511470 | Meer afbeeldingen |
| Villa "Tichelwerk" | Boerderij                 | 1900                                       | J. van der Goot             | Michiel Adriaansz de Ruyterstraat 1 | 52° 16' 20" NB, 6° 47' 51" OL | 511471 | Meer afbeeldingen |
| Rooms-katholieke school | Onderwijs en wetenschap   | 1928-1929                                  | W. te Riele                 | Oude Postweg 55-57                  | 52° 16' 12" NB, 6° 48' 23" OL | 511472 | Rooms-katholieke school |
| Onze-Lieve-Vrouwekerk | Kerk en kerkonderdeel     | 1927                                       | W. te Riele                 | Onze Lieve Vrouwestraat 8           | 52° 16' 16" NB, 6° 48' 22" OL | 511473 | Meer afbeeldingen |
| Villa "'t Annink" | Woonhuis                  | 1920                                       | A.K. Beudt                  | Drienerparkweg 3                    | 52° 15' 43" NB, 6° 48' 15" OL | 511474 | Meer afbeeldingen |
| Openbare basisschool Wilderinkschool                                                                                               | Onderwijs en wetenschap   | 1927                                       |                             | Idastraat 14a                       | 52° 15' 38" NB, 6° 46' 16" OL | 511475 | Openbare basisschool Wilderinkschool                                                                                               |
| Industrieschool Wilhelminaschool                                                                                                   | Onderwijs en wetenschap   | 1917-1918                                  |                             | Industriestraat 9                   | 52° 15' 31" NB, 6° 47' 21" OL | 511476 | Industrieschool Wilhelminaschool                                                                                                   |
| Verenigingsgebouw Stork | Vergadering en vereniging | 1893                                       | C.B. Posthumus Meyes        | Berfloweg 1                         | 52° 15' 35" NB, 6° 47' 40" OL | 511477 | Meer afbeeldingen |
| Villa "De herrezen jager" | Woonhuis                  | 1920-1921                                  | Willem Dudok                | Enschedesestraat 300                | 52° 15' 22" NB, 6° 48' 42" OL | 511478 | Meer afbeeldingen |
| Voormalig tolhuis(?) | Overheidsgebouw           | 1910                                       |                             | Enschedesestraat 394                | 52° 15' 3" NB, 6° 49' 18" OL  | 511479 | Voormalig tolhuis(?) |
| Watertoren Stork | Nutsbedrijf               | 1917                                       | A.G. Beltman                | Lansinkesweg 59                     | 52° 15' 25" NB, 6° 47' 31" OL | 511480 | Meer afbeeldingen |
| Boortoren 44 | Industrie                 | 1933                                       |                             | Rougoorweg 16                       | 52° 14' 38" NB, 6° 47' 45" OL | 511483 | Boortoren 44 |
| Boortoren 27 | Industrie                 | 1933                                       |                             | Mensinkweg 44                       | 52° 14' 35" NB, 6° 47' 59" OL | 511484 | Boortoren 27 |
| Boerderij van het kop-romp type, bestaande uit voorhuis met breder bedrijfsgedeelte, met voorgevel aan doorgaande weg naar Twekkel | Boerderij                 | 1921-1924                                  | B.J. Naafs                  | Twekkelerweg 347                    | 52° 14' 11" NB, 6° 48' 37" OL | 511485 | Boerderij van het kop-romp type, bestaande uit voorhuis met breder bedrijfsgedeelte, met voorgevel aan doorgaande weg naar Twekkel |
| Boortoren 16 | Industrie                 | 1933                                       |                             | Bij Rougoorweg                      | 52° 14' 31" NB, 6° 47' 20" OL | 511486 | Meer afbeeldingen |
| St. Raphaëlkerk met pastorie en klokkenstoel                                                                                       | Kerk en kerkonderdeel     | 1959                                       |                             | Mozartlaan 139                      | 52° 16' 12" NB, 6° 49' 2" OL  | 532132 | Meer afbeeldingen |
| Europatunnel | Weg                       | 1958-1959                                  |                             | Spoorstraat 100                     | 52° 15' 43" NB, 6° 47' 32" OL | 532133 | Meer afbeeldingen |
| Stadhuis | Bestuursgebouw en onderdl | 1963                                       | Berghoef                    | Burgemeester Jansenplein 1          | 52° 15' 58" NB, 6° 47' 30" OL | 532134 | Meer afbeeldingen |

## Oele
De buurtschap Oele telt 3 inschrijvingen in het rijksmonumentenregister.
| Object      | Oorspronkelijke functie?  | Bouwjaar        | Architect | Locatie           | Coördinaten?                  | Nr.?  | Afbeelding        |
| ----------- | ------------------------- | --------------- | --------- | ----------------- | ----------------------------- | ----- | ----------------- |
| Hofplaats   | Boerderij                 |                 |           | Albersdijk 20     | 52° 14' 35" NB, 6° 45' 12" OL | 21518 | Meer afbeeldingen |
| Groot Avest | Boerderij                 | 1882 (datering) |           | Oelerschoolpad 14 | 52° 14' 48" NB, 6° 44' 16" OL | 21525 | Meer afbeeldingen |
| Oldemeule   | Industrie- en poldermolen | 1690            |           | Oldemeulenweg 4   | 52° 14' 26" NB, 6° 45' 23" OL | 21526 | Meer afbeeldingen |

## Woolde
Het Hengelose deel van de buurtschap Woolde telt 2 inschrijvingen in het rijksmonumentenregister.
| Object                                                                      | Oorspronkelijke functie? | Bouwjaar                           | Architect | Locatie             | Coördinaten?                  | Nr.?   | Afbeelding                                               |
| --------------------------------------------------------------------------- | ------------------------ | ---------------------------------- | --------- | ------------------- | ----------------------------- | ------ | -------------------------------------------------------- |
| Boerderij onder zadeldak met wolfeind aan de achterzijde                    | Boerderij                | 1784 (gevelsteen) 1805 (voorgevel) |           | Oude Deldenerweg 18 | 52° 16' 10" NB, 6° 45' 43" OL | 21520  | Boerderij onder zadeldak met wolfeind aan de achterzijde |
| Boerderij van het hallehuistype behorend bij het landgoed Twickel in Delden | Boerderij                | 1850                               |           | Brinkhuisweg 6      | 52° 16' 5" NB, 6° 45' 26" OL  | 511481 | Meer afbeeldingen                                        |

Almelo ·
Borne ·
Dalfsen ·
Deventer ·
Dinkelland ·
Enschede ·
Haaksbergen ·
Hardenberg ·
Hellendoorn ·
Hengelo ·
Hof van Twente ·
Kampen ·
Losser ·
Oldenzaal ·
Olst-Wijhe ·
Ommen ·
Raalte ·
Rijssen-Holten ·
Staphorst ·
Steenwijkerland ·
Tubbergen ·
Twenterand ·
Wierden ·
Zwartewaterland ·
Zwolle